# 英国外交
英國外交是指英國的對外關係及相關事務。外交及聯邦事務部是英國的外交主管部門。在19世紀至20世紀初期的大英帝國時期，英國曾是世界最具影響力的國家。現在英國仍然是聯合國安理會五大常任理事國之一，並且加入了歐盟（2020年退出）和G7、G8、G20、NATO、OECD、WTO等國際組織，並在英聯邦中發揮重要作用。自17世紀以來，英國長期將維持歐洲大陸均勢作為外交重點。自1900年之後，英國結束了其光榮孤立的外交政策，和美國發展友好關係並和日本正式結盟。1970年代之後，英國加入了歐共體，但在金融上始終不和歐洲統一，使用獨立貨幣英鎊。

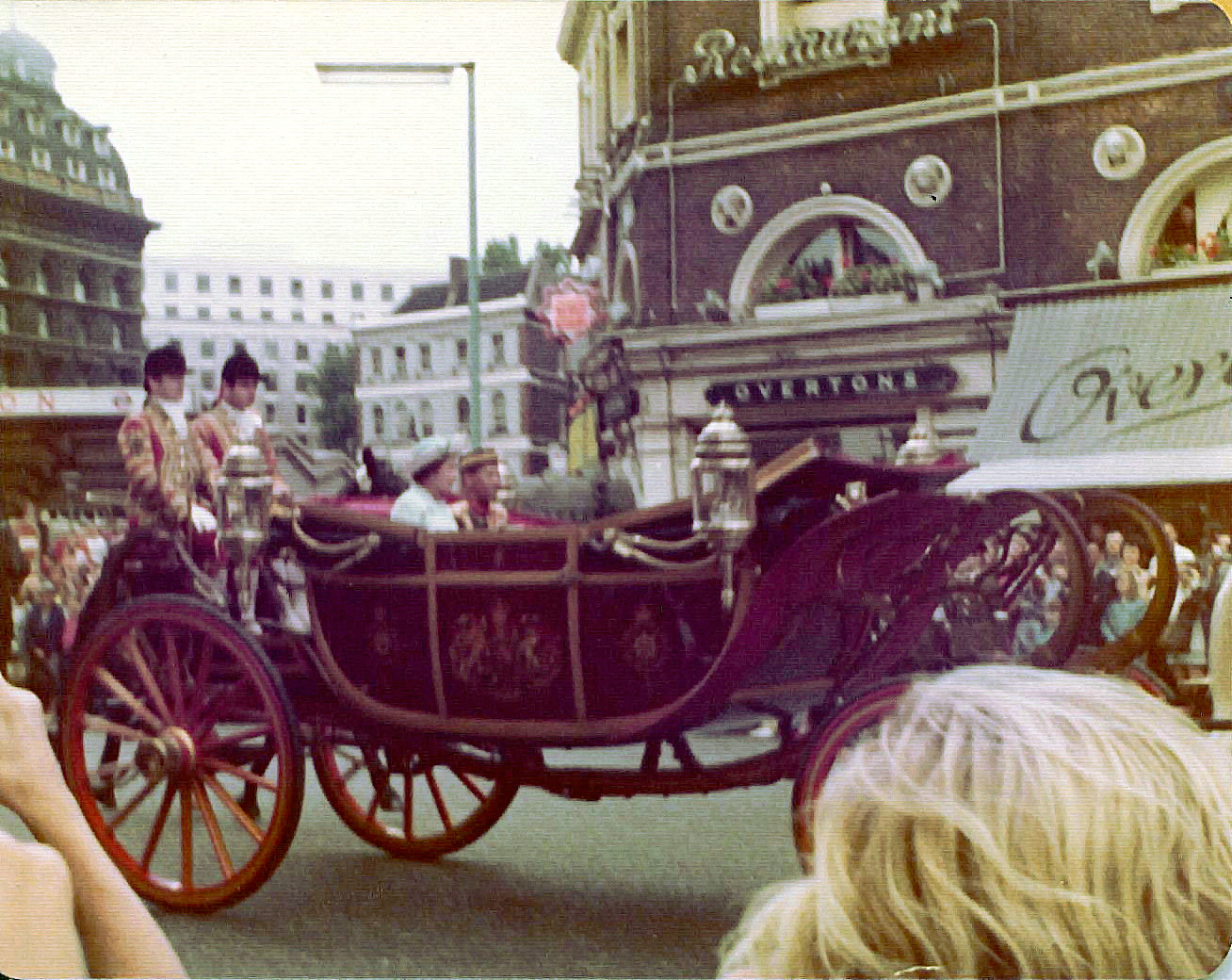
马来西亚最高元首端姑阿都哈林1974年到英国伦敦进行国事访问，和英国女王伊丽莎白二世一同乘坐马车

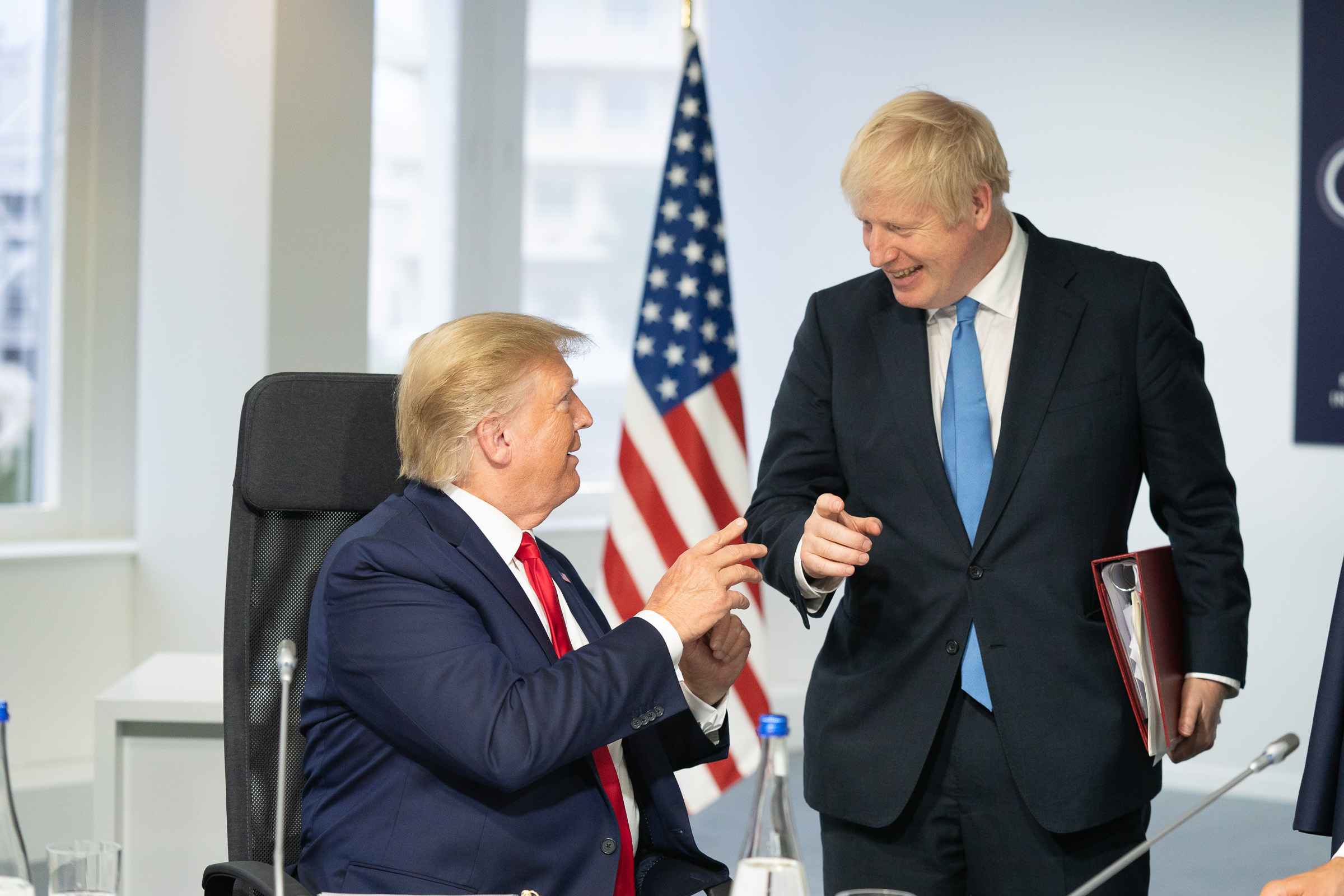
2019年8月26日英国首相鲍里斯·约翰逊在比亚里茨与美国总统唐纳德·特朗普会面

## 外部連結
- 英國外交及聯邦事務部 （页面存档备份，存于） （英文）
- Department for International Development （页面存档备份，存于） （英文）